# 賀寬 (弘治進士)
賀寬（1475年—？），字懋教，江西吉安府永新縣人，民籍，明朝政治人物。

## 生平
江西鄉試第四十一名舉人。弘治十八年（1505年）中式乙丑科會試第二百三十七名，三甲第一百四十四名進士。正德元年（1506年）任直隸成安縣知縣。調浙江東陽縣。

## 家族
曾祖賀本寧；祖父賀循道；父賀健，義官。母周氏。重庆下。